# Kríni (Achaïe)
Pour les articles homonymes, voir Kríni.
Kríni, en grec moderne : Κρήνη, est un village du dème de Patras, district régional d'Achaïe, en Grèce-Occidentale.
Selon le recensement de 2011, la population du village s'élève à 888 habitants.